# Camellia villicarpa
Camellia villicarpa är en tvåhjärtbladig växtart som beskrevs av Chien. Camellia villicarpa ingår i släktet Camellia och familjen Theaceae.